# Megaphonia adolphinae
Megaphonia adolphinae är en skalbaggsart som beskrevs av Lansberge 1880. Megaphonia adolphinae ingår i släktet Megaphonia och familjen Cetoniidae. Inga underarter finns listade i Catalogue of Life.